# Mariannenstift Oerlinghausen
Das Mariannenstift befindet sich in der Robert-Koch-Straße 19 in der lippischen Stadt Oerlinghausen in Nordrhein-Westfalen. Das Bauwerk ist mit der Nummer 38  als Baudenkmal in die städtische Denkmalliste eingetragen.

## Architektur und Geschichte
Das dreistöckige Gebäude aus Natursteinmauerwerk ist eine Stiftung des Oerlinghauser Kaufmanns Carl David Weber an die Gemeinde Oerlinghausen und trägt den Namen seiner verstorbenen Ehefrau. Es wurde im Jahr 1890 mit einem Grundkapital von 30.000 Reichsmark errichtet und diente zunächst als Krankenhaus und ab 1938 als Entbindungsheim. In den Statuten der Mariannenstiftung ist sinngemäß zu lesen, dass die Zinsen des Stiftungskapitals zu zwei Dritteln für die Entlohnung einer Gemeinde-Krankenpflegerin verwendet werden sollten.
In den beiden Weltkriegen des 20. Jahrhunderts wurde es als Lazarett für verwundete Soldaten eingesetzt. 1969 kam das letzte Oerlinghauser Baby im Mariannenstift zur Welt.
1991 erfolgte die Auflösung als gemeinnützige Stiftung und die Abtretung des Hauses an die Stadt Oerlinghausen und die Evangelisch-reformierte Kirche. 1994 entschied der Vorstand der evangelisch-reformierten Kirchengemeinde Oerlinghausen unter der Leitung von Erich Diekhof, ein neues Altersheim unter Einbeziehung des Kiffe- und Mariannenstifts zu errichten. Die Eröffnung des Evangelischen Altenzentrums Oerlinghausen erfolgte im Jahr 1996.
Die gemeinnützige Ev. Altenzentrum Oerlinghausen GmbH als Träger der Einrichtung beschloss 2011 die Erweiterung des Altenzentrums. Der Neubau liegt an der Robert-Koch-Straße zwischen dem Kiffe- und Mariannenstift und wurde Ende 2012 fertiggestellt. Die Verantwortlichen hatten sich für einen Neubau entschieden, der sich bewusst von den unter Denkmalschutz stehenden Natursteinhäusern rechts und links abhebt.